# Andrzej Malinowski (malarz)
Andrzej Malinowski (ur. w 1947 r. w Warszawie) – polski artysta malarz, grafik, ilustrator, autor plakatów. Mieszka i tworzy we Francji.

## Życiorys
W młodości Andrzej Malinowski inspirował się twórczością Vermeera i Rembrandta. W 1973 roku ukończył warszawską Akademię Sztuk Pięknych na wydziale Ilustracji. Po uzyskaniu dyplomu wyjechał do Paryża, gdzie do dziś mieszka i tworzy. W 1982 roku otrzymał obywatelstwo francuskie.
W pierwszym okresie pobytu we Francji Malinowski zajmował się kierownictwem artystycznym, tworzeniem pokazów audiowizualnych, programów telewizyjnych, grafik, ilustracji i plakatów. W tym czasie zwyciężał w konkursach z dziedziny plakatu oraz ilustracji. W 1977 roku otrzymał Pierwszą Nagrodę za plakat do filmu Egzorcysta na festiwalu filmowym w Deauville, co dokumentował między innymi dziennik Le Parisien.
Andrzej Malinowski współpracował i tworzył dla najwybitniejszych reżyserów filmowych:
- Andriej Tarkowski („Nostalgia” 1983),
- Jerzy Skolimowski („Najlepszą zemstą jest sukces” 1984),
- Andrzej Wajda („Biesy” 1988),
- Luc Besson („Wielki błękit” 1988),
- Paolo i Vittorio Taviani („Słońce także nocą” 1989),
- Kenneth Branagh („Henryk V” 1989),
- Bernardo Bertolucci („Pod osłoną nieba” 1990),
- Jean-Jacques Beineix („IP5” 1992, „Śmiertelny układ” 2001).

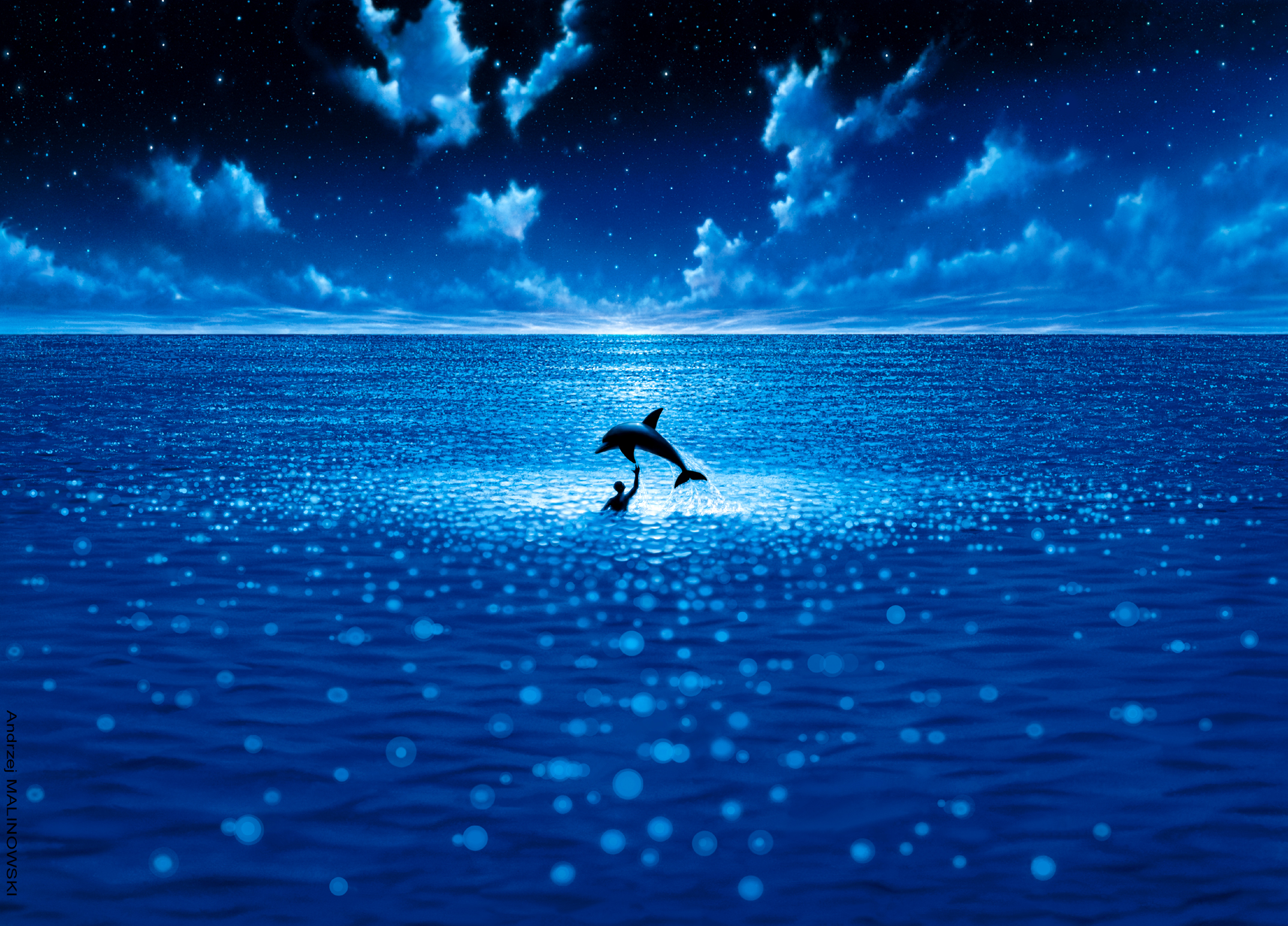
Plakat do filmu „Wielki błękit” (1988), Andrzej Malinowski

Międzynarodową rozpoznawalność przyniósł artyście plakat do filmu „Wielki błękit” Luca Bessona, za który Malinowski w 1989 roku otrzymał nominację do nagrody Cezara, przyznawanej przez francuską Akademię Sztuki i Techniki Filmowej.
Andrzej Malinowski pełnił funkcję prezesa francuskich wielu organizacji artystycznych, m.in. był przewodniczącym jury w konkursie „Le plus beau dessin pour le Planétarium” w Paryżu. W latach osiemdziesiątych tworzył okładki i grafikę dla francuskiego tygodnika L’Express czy dziennika Le Monde.
Był przewodniczący jury w Krajowym Konkursie „Plakat Filmowy” francuskiej grupy Caisse d’Epargne. W latach 1983–1986 był wiceprezesem Związku Ilustratorów Francuskich.
Od 1986 roku Malinowski jest Członkiem Jury najważniejszego francuskiego konkursu nagród filmowych Cezary.

„Nostalgia ma duży wpływ na twórczość artysty. Wszystko, co nas otacza od wczesnego dzieciństwa, wspomnienia nie tylko te piękne, ale i bolesne, kształtują naszą osobowość.”

Malinowski był Przewodniczącym Jury Festiwalu Obrazu Filmowego w Chalon nad Saon w 1989 i 1990 roku. Odpowiadał za dyrekcję artystyczną i ilustracje do dwóch programów „Franchir Espace” w 1989 roku (projekcja na „Planetarium 360°” w Paryżu) na zamówienia francuskiego Ministerstwa Kultury.
Dyrektor artystyczny programu telewizyjnego „Moje miasto mnie dotyczy”. Zaproszony przez spółkę mediową Canal+ do przygotowania programu „Nulle part Ailleurs” (1990), emitowanego w paśmie prime-time.
Współpracował z międzynarodową grupą artystyczną „Libellule”. Wielokrotnie uczestniczył w Salonach Paryskich («Art en Capital» Grand Palais). Od początku lat dziewięćdziesiątych Malinowski zajmuje się wyłącznie malarstwem sztalugowym.

## Twórczość malarska i spuścizna

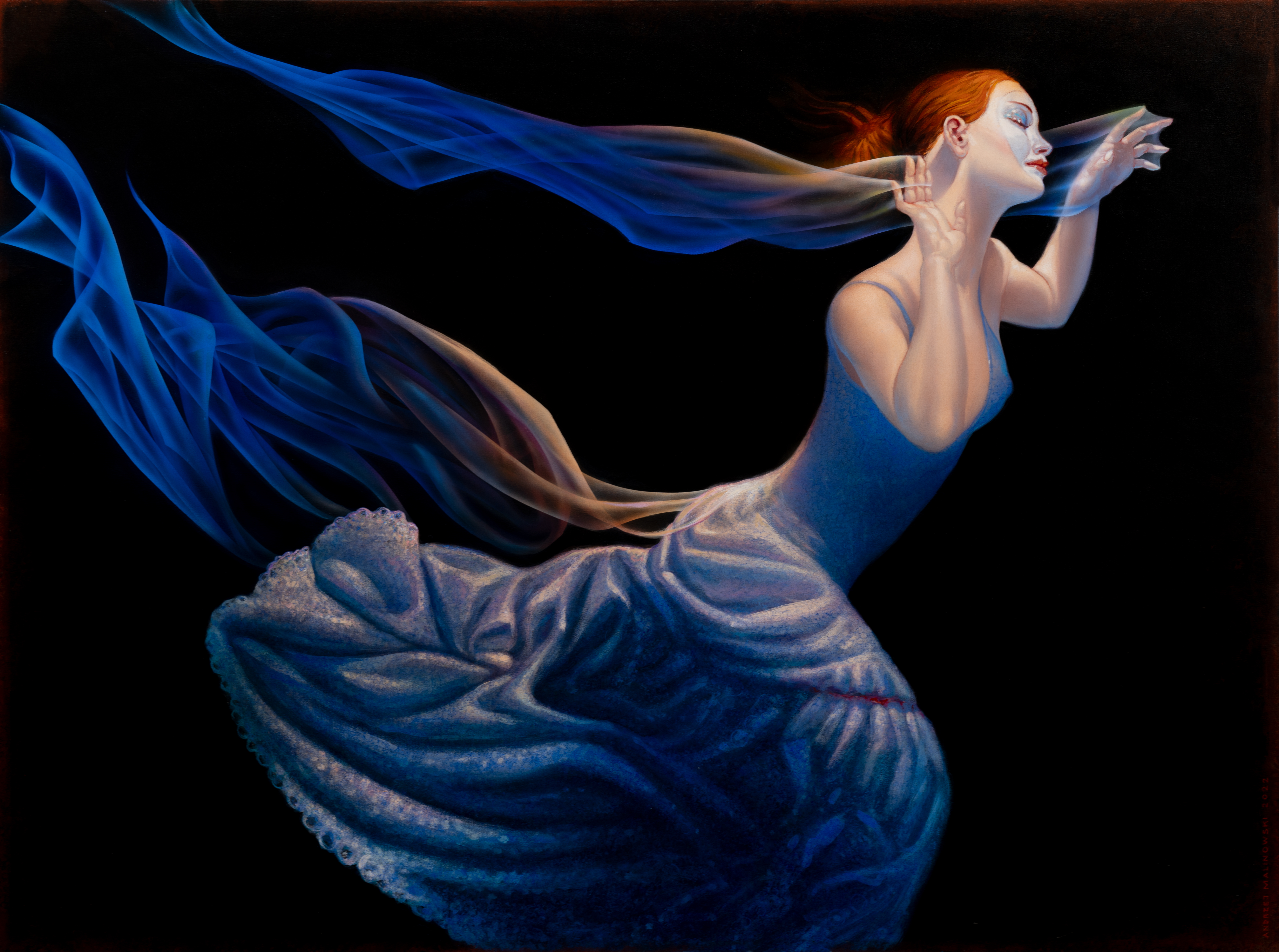
„Błękitna fuga” (2022), Andrzej Malinowski

Głównymi cechami malarstwa Malinowskiego są unikalna choreografia postaci, subtelna ekspresja, rzadka kompozycja, gra światłocieni oraz bogactwo kolorystyczne. Częstym motywem jest postać kobiety. W swoich pracach artysta odwołuje się również do polskości. 

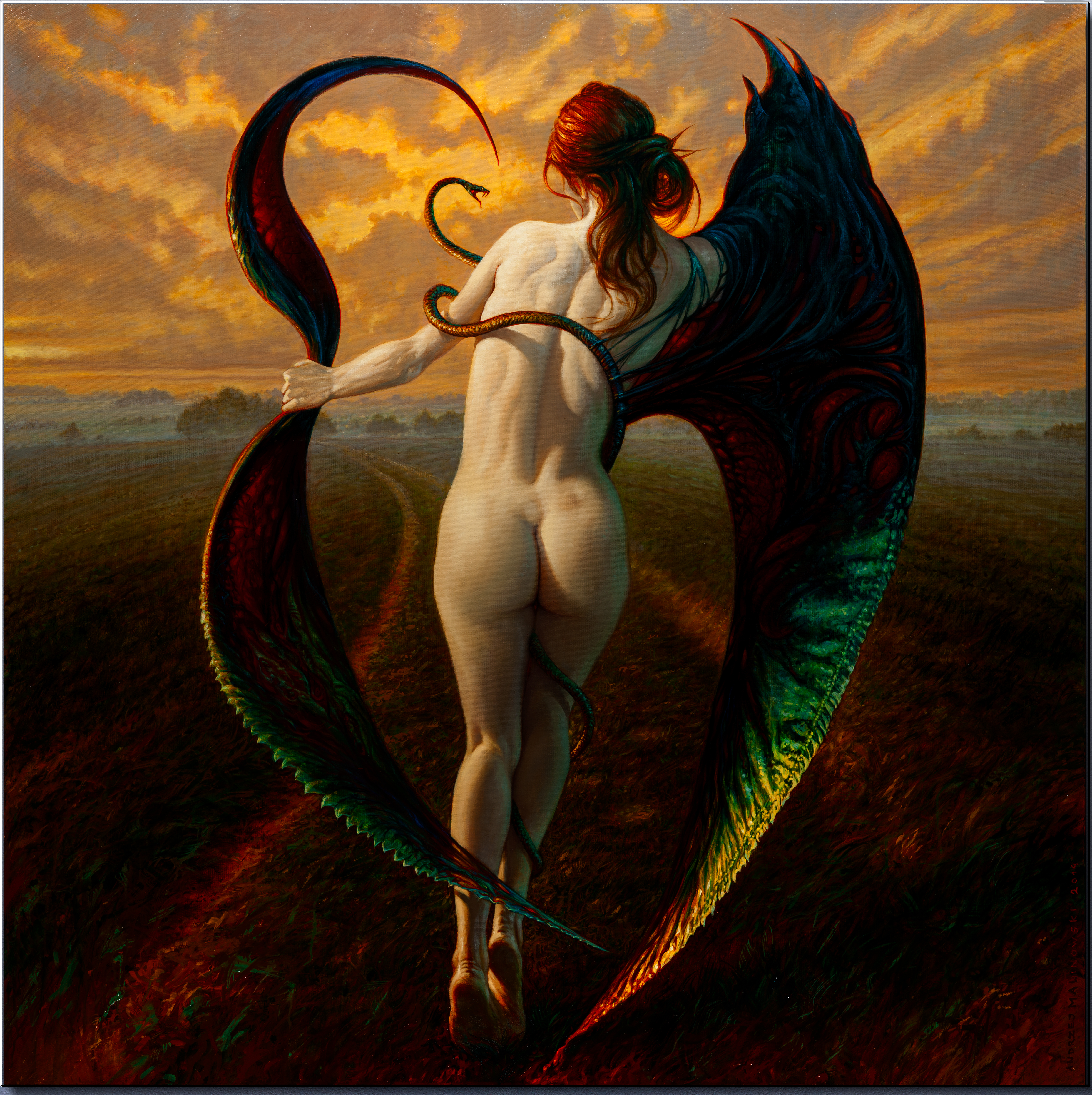
„Świt” (2014), Andrzej Malinowski

W okresie od listopada 2008 do marca 2009 prace Malinowskiego wystawiono w Muzeum Narodowym Louis Senelecq – Centrum Lartique. Była to wystawa osobista „Silences” („Wyciszenia”), obejmująca sześćdziesiąt prac artysty. O wystawie pisano między innymi we francuskojęzycznym czasopiśmie Azart – Le Magazine International de La Peinture.
Obrazy Malinowskiego są prezentowane w galeriach m.in. w Paryżu, w USA, Argentynie i Japonii. Prace artysty znajdują się w prestiżowych galeriach, jak Galeries Bartoux czy Marciano Contemporary przy Champs Élysées. Pierwsza indywidualna wystawa artysty w Polsce (pod tytułem „Powroty”) odbyła się w 2022 r. w Rzeszowskim Domu Sztuki Adama Rajzera.
W 2005 roku twórczość Malinowskiego opisał francuski recenzent Thierry Sznytka na łamach czasopisma „Arts – Actualités Magazine”. W 2008 w tym samym magazynie o malarstwie Malinowskiego pisała Valère-Marie Marchand. Malinowskiemu poświęcono też artykuły w „Artistes en Direct” (magazynie czołowych ilustratorów) czy czasopiśmie „Salon Artistique”.
Przez kwartalnik „Artysta i Sztuka” doceniony za „nonkonformistyczną, odważną postawę” artystyczną oraz „intensywną, prowokującą wiele pytań” technikę, a także jako malarz, który „osiągnął światowy sukces” i jako plakacista, który współpracował „z najwyższej klasy reżyserami” (Tarkowski, Bertolucci, Besson).

## Nagrody i wyróżnienia
- 1977, Festiwal Filmowy w Deauville(inne języki) – Pierwsza Nagroda za plakat do filmu „Egzorcysta”[3]
- 3 Pierwsze Nagrody Marker d’Argent – Trophee Mecanorma[8]
- Plakat Amnesty International[8]
- Gość Honorowy JCA – Japonia[8]
- Pierwsza Nagroda za najlepszą akcję plakatową w kategorii film
- Grand Prix Martini[8]
- 1995, 46. Le Salon de L’Artistique – Nagroda Publiczności[22]